# Rophites
Rophites (лат.) — род пчёл из подсемейства Rophitinae семейства Halictidae.

## Распространение
Палеарктика.

## Описание
Пчёлы длиной менее 1 см. Переднее крыло с двумя радиомедиальными ячейками. 1-й и 2-й членики лабиальных щупиков уплощены. Метапостнотум короче скутеллюма. Брюшко удлинённое. Гнездятся в почве. Олиголекты, то есть приурочены к опылению одной определённой таксономической группы растений.

## Классификация
Около 20 видов (включая подрод Rhophitoides). Часть видов (например, Rophites canus, Rophites anatolicus, Rophites epiroticus, Rophites theryi) включают (Michener, 2000, 2007) в состав подрода Rhophitoides (как часть рода Rophites). Однако, некоторые авторы (Песенко, Астафурова, 2006; Астафурова, 2014) считают подрод Rhophitoides отдельным от Rophites самостоятельным таксоном родового уровня.
- Rophites algirus Pérez, 1895
- Rophites anatolicus (Schwammberger, 1975)
- Rophites canus  Eversmann, 1852
- Rophites caucasicus Morley, 1876 (F. Morawitz, 1876)
- Rophites clypealis Schwammberger, 1976
- Rophites epiroticus (Schwammberger, 1975)
- Rophites flavicornis (Friese, 1913)
- Rophites foveolatus Friese, 1900
- Rophites graeca  (Ebmer, 1976)
- Rophites hartmanni  Friese, 1902
- Rophites hellenicus  Ebmer, 1984
- Rophites gruenwaldti Ebmer, 1978
- Rophites gusenleitneri Schwammberger, 1971
- Rophites heinrichi Schwammberger, 1976
- Rophites leclercqi Schwammberger, 1971
- Rophites mandibularis F. Morawitz, 1891
- Rophites nigripes Friese, 1902
- Rophites quinquespinosus  Spinola, 1808
- Rophites schoenitzeri Dubitzky, 2004
- Rophites styx  (Ebmer, 1976)
- Rophites theryi  (Benoist, 1930)
- Rophites thracius  Ebmer, 1993
- Rophites transitorius Ebmer, 1993
- Rophites trispinosus  Schummel, 1829